# Sang-e Takht
Sang-e Takht är ett distrikt i Afghanistan. Det ligger i provinsen Daykondi, i den centrala delen av landet, 300 kilometer väster om huvudstaden Kabul.
Distriktet beräknades år 2022 ha cirka 61 000 invånare.